# 大西正隆
大西 正隆（おおにし まさたか、1946年 - ）は、日本の開発者、設計士である。

## 概要
本名、田中康一。1946年（昭和21年）神奈川県川崎市生まれ。第二級アマチュア無線技士。
1968年（昭和43年）、東京芝浦電気（現 東芝）に入社。音響関連商品の開発・設計部門に配属。半導体部門で開発された新しいトランジスタのオーディオアンプへの適合評価を主に行う。
1971年（昭和46年）、ソニーに転籍。オランダフィリップス社から開発・規格提案がされたコンパクトカセットの商品開発部門などに所属。管理職になってから米国勤務などを経て、1998年（平成10年）にKTエレクトロニクスを設立。以降、真空管アンプの開発・製造・販売を行っている。
1995年（平成7年）から1999年（平成11年）にかけてラジオ技術誌に真空管アンプの設計・製作を中心に15モデルを発表。送信管を使用したパワーアンプなど難易度の高い物も含まれていた。また2000年（平成12年）からは管球王国誌への投稿を開始。こちらは比較的作りやすく価格も意識した製品が多い。
2006年（平成18年）には科学技術振興機構(JST)の映像教育番組「made in Akihabara 全13回」への映像製作に参画。番組の監修・出演も行う。